# Calophyllum elegans
Calophyllum elegans är en tvåhjärtbladig växtart som beskrevs av Henry Nicholas Ridley. Calophyllum elegans ingår i släktet Calophyllum och familjen Calophyllaceae. Inga underarter finns listade i Catalogue of Life.